# Teuchern
Teuchern är en småstad (kommun) i distriktet Burgenlandkreis i förbundslandet Sachsen-Anhalt i Tyskland. Staden ombildades den 1 januari 2011 när staden Teuchern gick samman med sju tidigare kommuner Deuben, Gröben, Gröbitz, Krauschwitz, Nessa, Prittitz och Trebnitz.

## Orter
- Deuben
- Gröben
- Krauschwitz
- Nessa
- Prittitz
- Teuchern
- Trebnitz

## Historia
Huvudorten Teuchern grundades av slaver. Orten nämns 976 för första gången i en urkund som undertecknades av kejsare Otto II. 1135 fick Teuchern rättigheter att hålla marknader. Dessa behörigheter bekräftades 1480 och uppgraderades till stadsrättigheter. Utanför staden hade ett adelssläkte (von Teuchern) sitt slott. Under 1800-talet etablerades dagbrott i regionen vad som gynnade stadens utveckling. De två världskrigen var svåra tider för stadens invånare men byggnaderna fick bara lindriga skador. Därför flyttade efter andra världskriget tyskar till Teuchern som drevs bort från sina hem i Ostpreussen eller i andra regioner som tidigare tillhörde Tyskland.

## Sevärdheter
Urval av sevärdheter i kommunen:
- Herrgårdarna (ofta betecknad som slott) i Teuchern, Gröbitz och Bonau
- Olika museer för gruvdrift (dagbrott) och jordbruk samt hembygdsgårdar
- Rådhuset i Teuchern
- Reinhard Keisers födelseplats

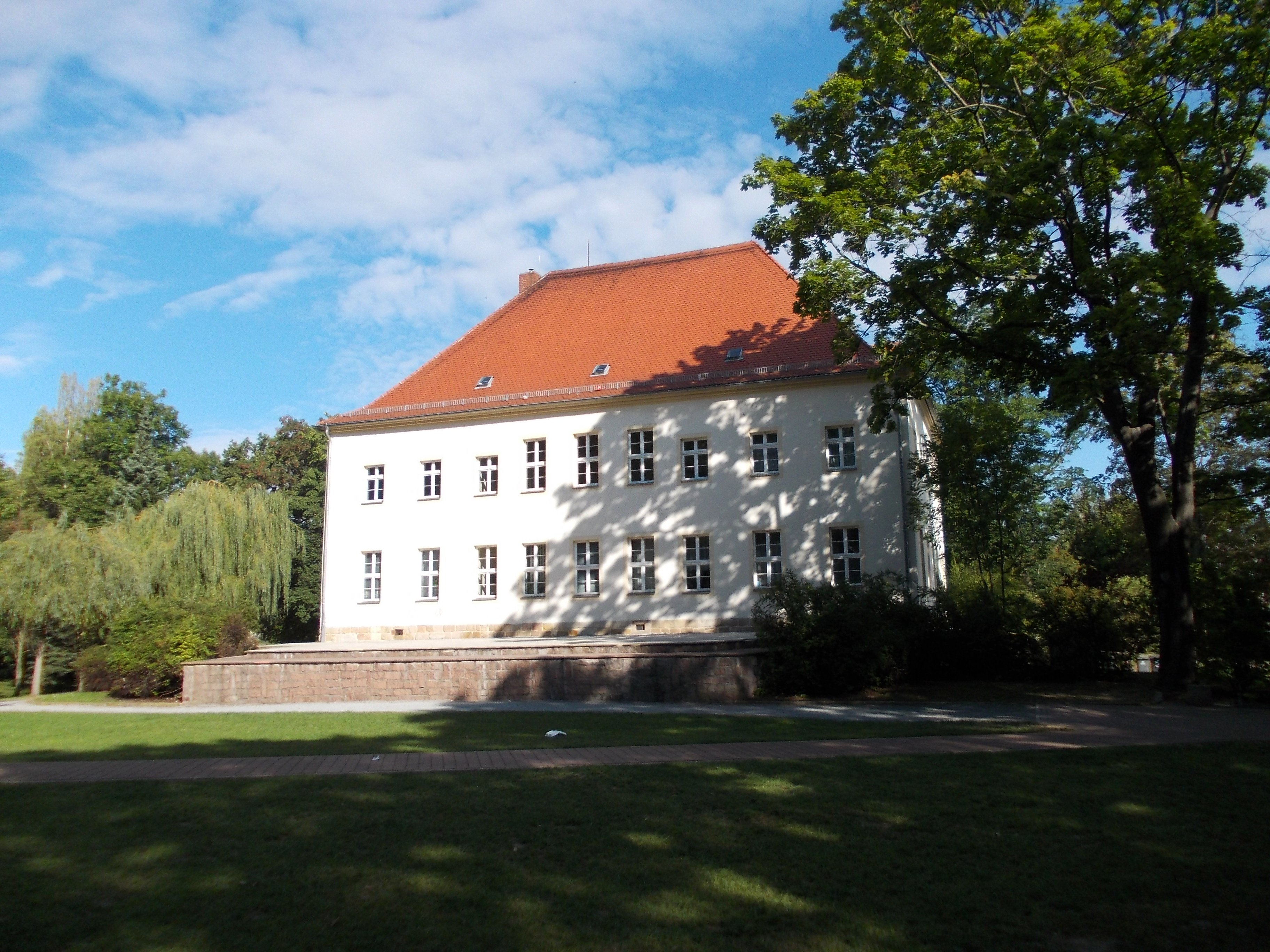
Adelssläktes herrgård (slott), idag sjukhus
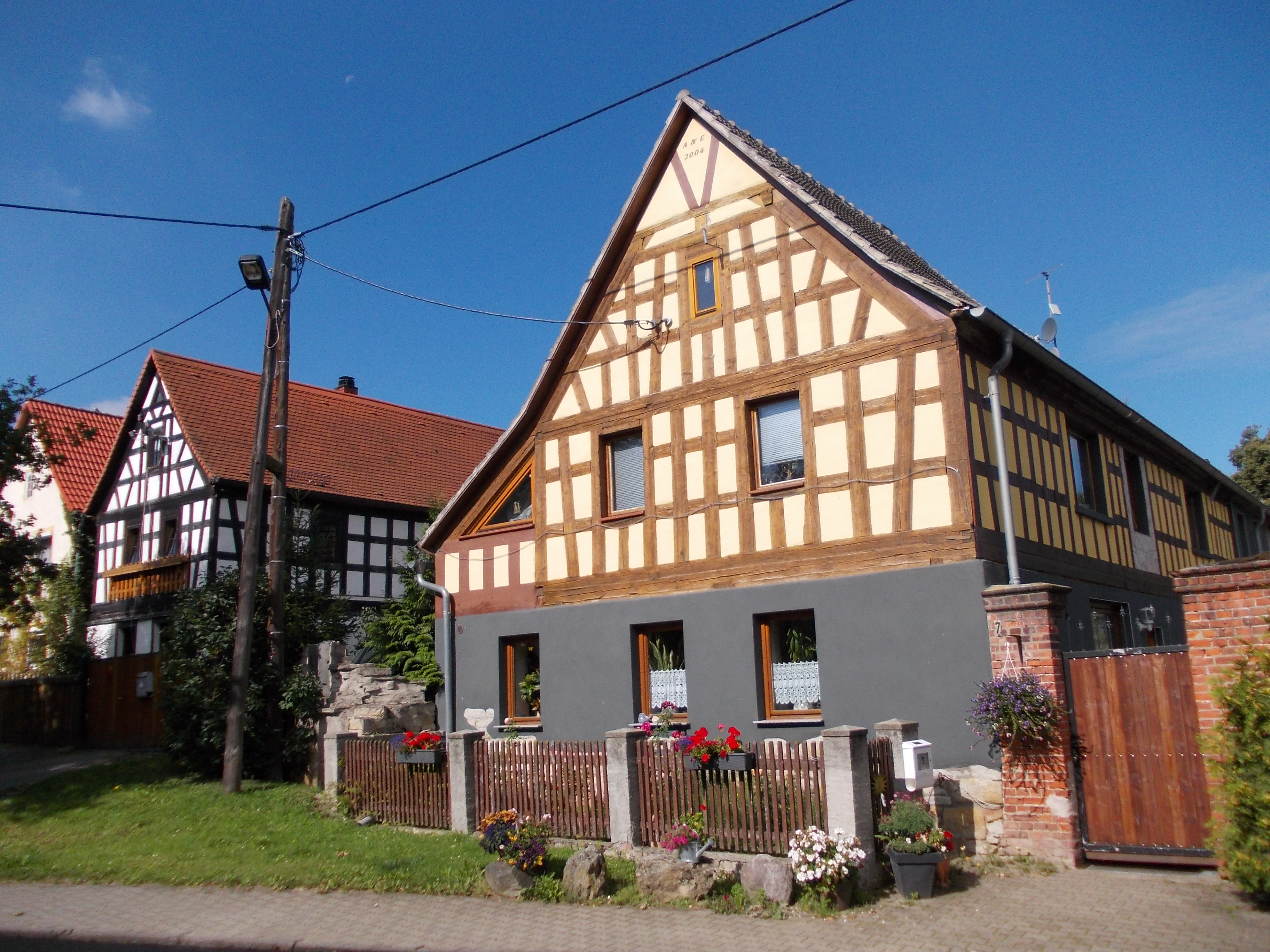
Korsvirkeshus i Bonau
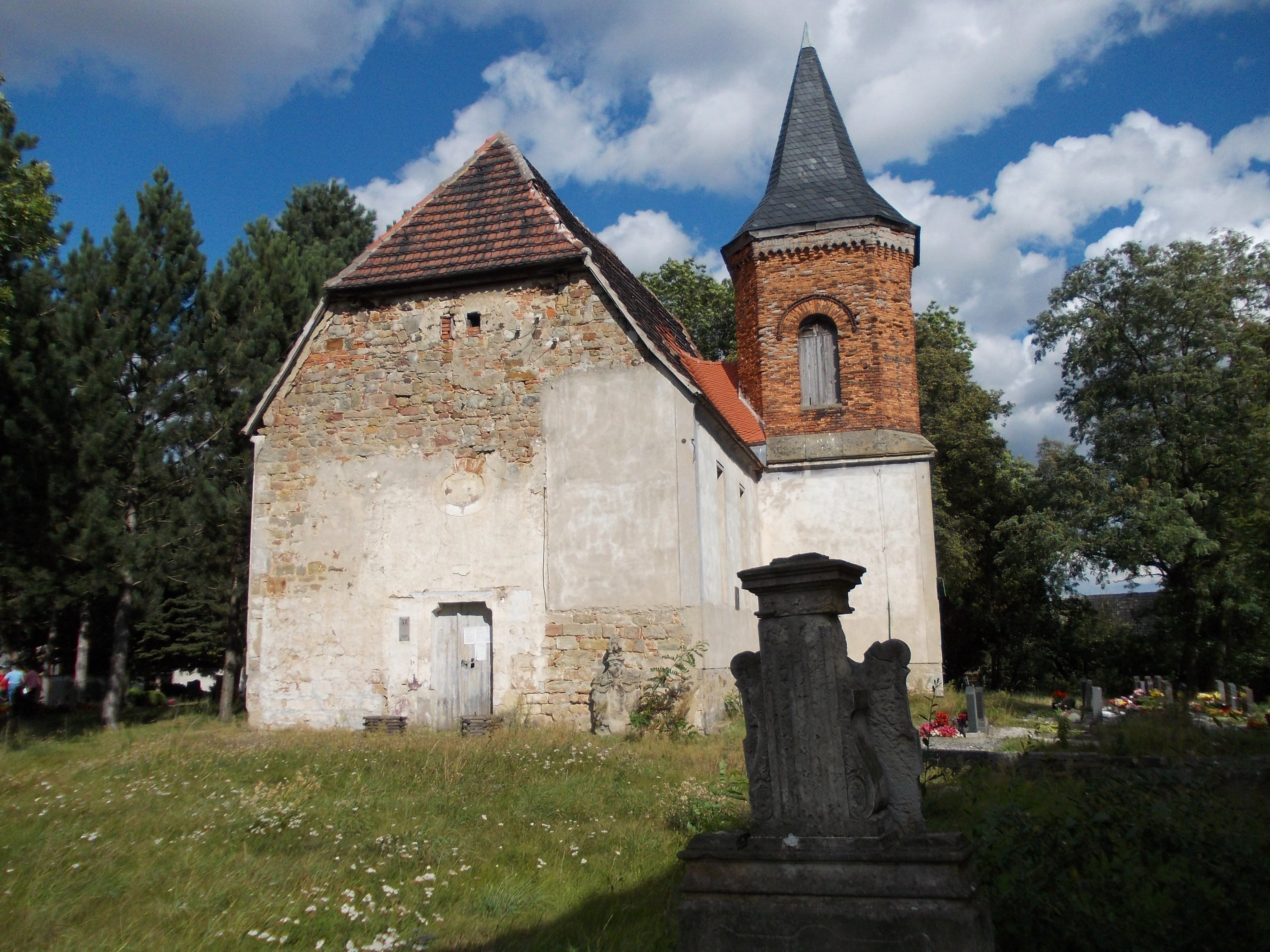
Kyrka i Krössuln